# Newark (Kalifornia)
Newark – miasto w Stanach Zjednoczonych, w stanie Kalifornia, w hrabstwie Alameda. Według spisu ludności z roku 2010, w Newark mieszka 42 573 mieszkańców. Miasto Newark jest enklawą, otoczoną całkowicie przez miasto Fremont.